# Microphilypnus
Microphilypnus is een geslacht van straalvinnige vissen uit de familie van de slaapgrondels (Eleotridae).

## Soorten
- Microphilypnus acangaquara Caires & Figueiredo, 2011
- Microphilypnus amazonicus Myers, 1927
- Microphilypnus macrostoma Myers, 1927
- Microphilypnus ternetzi Myers, 1927